# Greif (Schiff, 1916)
Die Greif war ein Hilfskreuzer der Kaiserlichen Marine im Ersten Weltkrieg.

## Bau und Technische Daten
Das Schiff wurde für die Deutsch-Australische Dampfschiffs-Gesellschaft (DADG) bei der A.G. Neptun in Rostock gebaut und lief am 29. Juli 1914, nur wenige Tage vor dem Ausbruch des Ersten Weltkriegs, unter dem Namen Guben vom Stapel. Der Frachter hatte 4.962 BRT und sollte die Australienroute befahren. Die Maschinenanlage bestand aus zwei kohlebefeuerten Dampfkesseln und einer Drei-Zylinder-Dreifach-Expansionsmaschine mit 3.000 PS. Das Schiff hatte eine Schraube und eine Konstruktionsgeschwindigkeit von 13 Knoten.

## Umrüstung zum Hilfskreuzer
Das Schiff wurde 1915 von der Kaiserlichen Marine nach dem Kriegsleistungsgesetz von 1873 für Hilfsdienste herangezogen und auf der Kaiserlichen Werft Kiel zum Hilfskreuzer umgebaut. Dazu wurde es mit vier 15-cm-Geschützen (zwei auf jeder Seite) und einem 10,5-cm-Geschütz auf dem Achterdeck ausgerüstet; hinzu kamen zwei 50-cm-Torpedorohre, je eines auf jeder Seite auf dem Vorschiff. Nach der Umrüstung hatte es eine Reichweite von 35.000 Seemeilen. Die Besatzung bestand aus 10 Offizieren und 297 Mann. Kommandant war Fregattenkapitän Rudolf Tietze (* 13. September 1874).
Am 23. Januar 1916 wurde der neue Hilfskreuzer unter dem Namen Greif in Kiel in Dienst gestellt. Mitte Februar wurde er in Kiel von Großadmiral Prinz Heinrich von Preußen inspiziert. Dabei ließ einer der Festredner verlauten, dass die Greif Handelskrieg im Südatlantik und Indischen Ozean führen sollte; die britische Marine war damit auf das bevorstehende Auslaufen eines deutschen Hilfskreuzers vorbereitet. Die Greif verlegte durch den Kaiser-Wilhelm-Kanal nach Hamburg und ging am 27. Februar 1916 mit 600 Schuss 15-cm- und 200 Schuss 10,5-cm-Munition sowie zwölf Torpedos von Cuxhaven in Richtung Norwegen in See. Sie war getarnt als der norwegische Frachter Rena aus Tønsberg. Das U-Boot U 70 lief als Eskorte voraus.

## Der 29. Februar 1916
Am Morgen des 29. Februar 1916 wurde die Greif nordwestlich von Bergen von den beiden britischen Hilfskreuzern Alcantara (16.034 BRT) und Andes (15.620 BRT) entdeckt. Beide waren ehemalige Postschiffe der Royal Mail Steam Packet Company, die 1915 von der Royal Navy requiriert und mit sechs 15-cm-Geschützen als Hilfskreuzer ausgerüstet worden waren. Sie gehörten zur „Tenth Cruiser Squadron“ unter Rear Admiral Dudley de Chair und waren Teil der Northern Patrol zwischen Schottland und Norwegen (südlich von Island und der Dänemarkstraße nördlich von Island).
Die Alcantara war näher, forderte die Greif per Warnschuss zum Stoppen auf und setzte um 9:40 Uhr ein Boot ab, um das verdächtige Handelsschiff zu inspizieren. Daraufhin hisste die Greif die Kriegsflagge, nahm Fahrt auf und eröffnete das Feuer. Bereits der erste Schuss war ein Treffer auf der Brücke der Alcantara, der alle Verbindungen zum Maschinenraum zerstörte. Die Alcantara erwiderte das Feuer, und es entwickelte sich ein heftiges Artillerieduell auf kurze Distanz (niemals mehr als 3.000 Meter), dem keines der beiden ungepanzerten Schiffe auf Dauer gewachsen war. Auf der Greif explodierte die bei dem 10,5-cm-Geschütz gestapelte Bereitschaftsmunition und setzte das Achterschiff in Flammen. Auch ihre Öltanks fingen Feuer. Die Greif ihrerseits erzielte einen Torpedotreffer Backbord mittschiffs auf der Alcantara, dessen Wirkung allerdings im Kohlenbunker zum Teil verpuffte. Dennoch bekam die Alcantara immer mehr Schlagseite nach Backbord, feuerte aber dennoch, zusammen mit der herbeigeeilten Andes (unter Commander C. B. Young), weiterhin auf die schwer getroffene und brennende Greif.
Um 10:18 Uhr befahl Fregattenkapitän Tietze „Alle Mann von Bord“. Er selbst wurde noch beim Abseilen an der Bordwand durch einen Schrapnellsplitter getötet. Um 10:45 Uhr musste auch Captain Tom Wardle auf der Alcantara den Befehl zum Verlassen seines Schiffs geben. Gegen 10:50 Uhr waren der Kleine Kreuzer Comus unter Captain Alan Hotham und der Zerstörer Munster nahe genug gekommen, um Augenzeugen des Geschehens zu werden. Die Alcantara kenterte und sank um 11:06 Uhr; 72 Mann ihrer Besatzung kamen ums Leben. Die Munster nahm die Überlebenden auf. Die Greif trieb brennend und mit wehender Flagge. Von 11:39 bis 12:12 Uhr gab die Comus weitere Artilleriesalven auf sie ab. Dann rettete sie insgesamt 117 Überlebende aus dem Wasser, von denen zwei später an Unterkühlung starben. Insgesamt verloren 192 Besatzungsangehörige der Greif ihr Leben, darunter fünf der zehn Offiziere.
Einer der Überlebenden war der später bekannte Psychiater Hans Gerhard Creutzfeldt, der als Marinestabsarzt auf der Greif eingeschifft war.

## Wrack
Das Wrack der Greif liegt bei 61° 45′ N, 1° 10′ O, etwa 230 Seemeilen östlich der Färöer.